# Eletroejaculação
A electroejaculação e a vagina artificial são técnicas utilizadas para obter amostras de sêmen de machos de mamíferos sexualmente maduros.
A eletroejaculação é um método muito utilizado quando, por algum empecilho (qualquer que seja), os touros reprodutores não procedem à monta. Consiste no uso de um aparelho, chamado eletroejaculador; o aparelho consiste de um eletrodo cilíndrico com ponta arredondada; este eletrodo é lubrificado e introduzido no ânus do animal, conduzindo-se para frente e para trás (por vezes com movimentos rotatórios), com o intento de massagear previamente o esfíncter anal.  
O aparelho ainda desligado pode ser utilizado para conduzir uma massagem retal, assumindo-se que o aparelho seja grande o bastante (ou que o touro não seja muito grande), massageando na direção da próstata com movimento lento e ritmado – o que proporciona maior eficácia ao procedimento. Após a massagem prévia (com o aparelho ainda desligado), o eletrodo é introduzido completamente; então se conduzem os estímulos elétricos, por volta de doze volts (não excedendo vinte volts de intensidade), em intervalos de três a cinco segundos. Em alguns casos (não raros) convém alternar os estímulos elétricos com a massagem retal, o que incrementa enormemente a eficácia do procedimento – com os touros mais dóceis este método é o mais recomendável. 